# Adendorf
Adendorf (niederdeutsch Adendörp) ist eine Gemeinde im niedersächsischen Landkreis Lüneburg.
Adendorf liegt etwa vier Kilometer nordöstlich vom Lüneburger Stadtkern entfernt und ist mit der Stadt weitgehend zusammengewachsen. Adendorf bildet zusammen mit den Gemeinden Reppenstedt, Vögelsen und Bardowick sowie Deutsch Evern und Wendisch Evern das dicht besiedelte Umland von Lüneburg, das zusammen mit Lüneburg rund 108.500 Einwohner umfasst (Stand 2018).

## Geografie

### Geografische Lage
Adendorf liegt zwischen dem Fluss Ilmenau und dem Elbe-Seitenkanal etwa zehn Kilometer südlich der Elbe.

### Gemeindegliederung
Die Gemeinde Adendorf ist eine Einheitsgemeinde und besteht aus dem Kernort und dem Ortsteil Erbstorf.

### Nachbargemeinden
Nachbargemeinden sind Bardowick im Westen, Brietlingen im Norden, Scharnebeck im Osten und Lüneburg im Süden.

## Geschichte
Bereits um das Jahr 400 n. Chr. lebten Menschen im Gebiet von Adendorf, was archäologische Funde belegen. Das mittelalterliche „Adenthorpe“ wurde urkundlich erstmals im Jahre 1252 als Bauerndorf mit 18 Hofstellen und einer Johannes dem Täufer gewidmeten Kapelle erwähnt. Diese überstand die drei verheerenden Brände des Ortes – 1374 im Lüneburger Erbfolgekrieg, dann im Dreißigjährigen Krieg und schließlich 1895, als Dragoner in Adendorf einquartiert und unvorsichtig mit Zündhölzern umgegangen waren. Die Johanneskapelle gehört heute zu den ältesten erhaltenen Gebäuden des Landkreises Lüneburg. Während des Dreißigjährigen Krieges entstand 1644 ein Rittergut, das bis ins 20. Jahrhundert bewirtschaftet war, zuletzt als staatliches Lehrgut. Während das Gut und insgesamt neun Adendorf-Erbstorfer Ziegeleien im Jahr 1970 nicht bestanden, haben neue Gewerbe, eine rege Bautätigkeit und großzügige kulturelle Einrichtungen einen erheblichen Bevölkerungsanstieg im 20. Jahrhundert das einstige Bauerndorf begünstigt und wirtschaftlich zu neuer Blüte gebracht. Im Jahr 1974 sollte die Gemeinde Adendorf in die Stadt Lüneburg eingemeindet werden. Aufgrund nachhaltigen Widerstandes wurden schließlich nur die Ortsteile Ebensberg und Olm in die Kreisstadt umgegliedert. Im Jahre 1976 war die Gemeinde in den Schlagzeilen, als beim Ortsteil Erbstorf der Elbe-Seitenkanal an einer Unterführung brach und fünf Millionen Kubikmeter Wasser das Umland überfluteten.

### Religionen

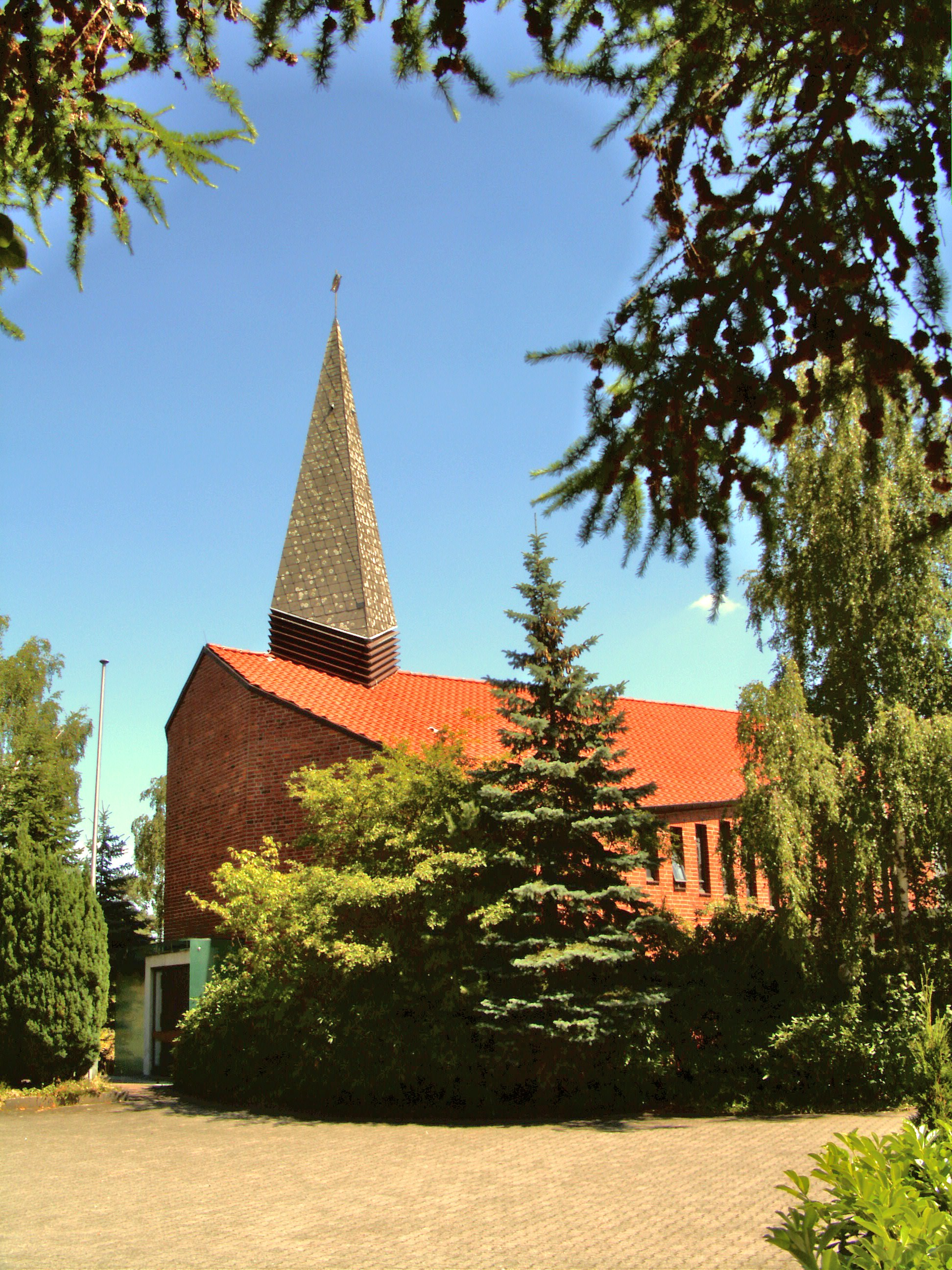
Christ-König-Kirche

Zur evangelisch-lutherischen Emmaus-Kirchengemeinde Adendorf gehören die historische Johanneskapelle (errichtet vor dem Jahre 1258) an der Dorfstraße und die 1962 errichtete Emmauskirche am Bültenweg. Die Gemeinde gehört zum Sprengel Lüneburg.
Die katholische Christ-König-Kirche wurde 1962 am Wacholderweg errichtet, 1971 bekam sie eine inzwischen profanierte Filialkirche im benachbarten Bardowick. Seit 2004 gehört die Kirche zur Pfarrgemeinde St. Marien in Lüneburg.
Eine Neuapostolische Kirche wurde 1976 am Robert-Lehmann-Ring erbaut, sie gehört zum Bezirk Lüneburg der Neuapostolischen Kirche in Nord- und Ostdeutschland.

### Eingemeindungen
Am 1. März 1974 wurde die Gemeinde Erbstorf eingegliedert.

### Ausgliederungen
Am 1. April 1974 wurden Gebietsteile (Ortsteile Ebensberg und Olm) mit damals mehr als 700 Einwohnern an die Kreisstadt Lüneburg abgetreten.

### Einwohnerentwicklung

Einwohnerentwicklung von Adendorf von 1812 bis 2017

| - 1812: 0176 Einwohner - 1885: 0347 Einwohner - 1900: 0346 Einwohner - 1905: 0339 Einwohner - 1907: 0347 Einwohner - 1911: 0400 Einwohner - 1912: 0518 Einwohner - 1914: 0520 Einwohner - 1916: 0600 Einwohner - 1919: 0517 Einwohner - 1921: 0652 Einwohner - 1922: 0663 Einwohner - 1925: 0728 Einwohner - 1926: 0728 Einwohner - 1928: 0801 Einwohner - 1928: 0869 Einwohner - 1930: 0889 Einwohner - 1933: 1.009 Einwohner - 1934: 1.062 Einwohner - 1936: 1.100 Einwohner - 1937: 1.197 Einwohner - 1938: 1.300 Einwohner - 1939: 1.419 Einwohner - 1949: 2.600 Einwohner - 1951: 2.858 Einwohner - 1953: 2.978 Einwohner - 1956: 3.165 Einwohner | - 1958: ca. 3.543 Einwohner - 1961: ca. 3.921 Einwohner - 1963: ca. 4.512 Einwohner - 1963: ca. 4.185 Einwohner - 1967: ca. 4.937 Einwohner - 1970: ca. 4.993 Einwohner - 1970: ca. 5.300 Einwohner - 1973: ca. 5.400 Einwohner - 1976: ca. 6.400 Einwohner - 1978: ca. 7.000 Einwohner - 1980: ca. 7.600 Einwohner - 1984: ca. 7.712 Einwohner - 1986: ca. 7.817 Einwohner - 1988: ca. 8.179 Einwohner - 1990: ca. 8.372 Einwohner - 1994: ca. 9.100 Einwohner - 1996: ca. 9.290 Einwohner - 1998: ca. 9.533 Einwohner - 2000: ca. 9.615 Einwohner - 2002: ca. 9.784 Einwohner - 2007: ca.10.062 Einwohner - 2009: ca.10.163 Einwohner - 2011: ca.10.357 Einwohner - 2015: ca.10.724 Einwohner - 2017: ca.10.783 Einwohner - 2018: ca.10.754 Einwohner |

### Konfessionsstatistik
Laut der Volkszählung 2011 waren 50,6 % der Einwohner evangelisch, 7,9 % römisch-katholisch und 41,5 % waren konfessionslos, gehörten einer anderen Religionsgemeinschaft an oder machten keine Angabe. Die Zahl der Protestanten ist seitdem gesunken. Anfang 2018 hatte Adendorf zirka 10.800 Einwohner, davon 40 % (4.306) Protestanten.

### Herkunft des Ortsnamens
Alte Bezeichnungen sind: Adendorp (1248/1255 erwähnt), Adenthorpe (1252/1254/1290) und Adendhorpe (1275).
Im ersten Teil des Ortsnamens steht ein Personenname, der wahrscheinlich zum gekürzten Personennamen-Stamm „Athal“ aus dem germanischen aþala, altsächsischen athali ‚Adel‘ stammt. Adendorf bedeutet folglich so viel wie „Siedlung/Dorf des Atha“.

## Politik
| Kommunalwahl                                                               | 2006          | 2006   | 2011          | 2011   | 2016          | 2016   | 2021         | 2021   |
| Liste                                                                      | Stimmenanteil | Sitze  | Stimmenanteil | Sitze  | Stimmenanteil | Sitze  | Stimmanteile | Sitze  |
| -------------------------------------------------------------------------- | ------------- | ------ | ------------- | ------ | ------------- | ------ | ------------ | ------ |
| SPD                                                                        | 53,7 %        | 13     | 58,4 %        | 15     | 45,9 %        | 12     | 40,8 %       | 11     |
| CDU                                                                        | 30,6 %        | 7      | 17,6 %        | 5      | 22,6 %        | 6      | 19,4 %       | 5      |
| GRÜNE                                                                      | 13,4 %        | 3      | 17,4 %        | 5      | 16,1 %        | 4      | 20,4 %       | 5      |
| FDP                                                                        | —             | —      | 01,2 %        | —      | 03,9 %        | 1      | 5,3 %        | 1      |
| (PDS)/Linke                                                                | 02,3 %        | 1      | —             | —      | 03,9 %        | 1      | 4,9 %        | 1      |
| ABAE*                                                                      | –             | –      | —             | —      | 07,4 %        | 2      | 9,2 %        | 3      |
| Einzelbewerber                                                             | —             | —      | 05,4 %        | 1      | –             | –      | -            | -      |
| Gesamt**                                                                   | 100 %         | 24     | 100 %         | 26     | 100 %         | 26     | 100 %        | 26     |
| Wahlbeteiligung                                                            | 51,1 %        | 51,1 % | 54,0 %        | 54,0 % | 62,0 %        | 62,0 % | 61,4 %       | 61,4 % |
| * Aktive Bürger Adendorf Erbstorf 0 ** Nach Bereinigung der Rundungsfehler |               |        |               |        |               |        |              |        |

Die Gemeinde Adendorf gehört zum Landtagswahlkreis 49 Lüneburg und zum Bundestagswahlkreis 38 Lüchow-Dannenberg–Lüneburg.

### Gemeinderat
Der Gemeinderat wird alle fünf Jahre neu gewählt. Die jüngste Gemeinderatswahl fand am 12. September 2021 statt. Deren Ergebnis sowie das der drei vorangegangenen Wahlen zeigt die Tabelle rechts.

### Bürgermeister
Bei der letzten Bürgermeisterwahl am 26. Mai 2019 wurde Thomas Maack (SPD) mit 78,9 % der Stimmen zum zweiten Mal in seinem Amt bestätigt. Auf Christina von Mirbach (CDU) fielen dabei 21,1 %. Thomas Maack ist seit dem 11. September 2011 im Amt.

### Partnerschaften
- Kanton Saint-Romain-de-Colbosc, Frankreich, seit 1. Mai 1987[14]
- Wągrowiec, Polen, seit 5. Mai 2001

## Kultur und Sehenswürdigkeiten

### Museen
In einem historischen niedersächsischen Zweiständerhaus von 1661 ist Us Heimathus untergebracht. Die gezeigten Gegenstände vermitteln Wissen über die Vor- und Frühgeschichte, das bäuerliche Leben sowie über die heimische Tier- und Pflanzenwelt. Auch befindet sich hier das Heimatarchiv mit Informationen über die Vergangenheit Adendorfs.

### Bauwerke

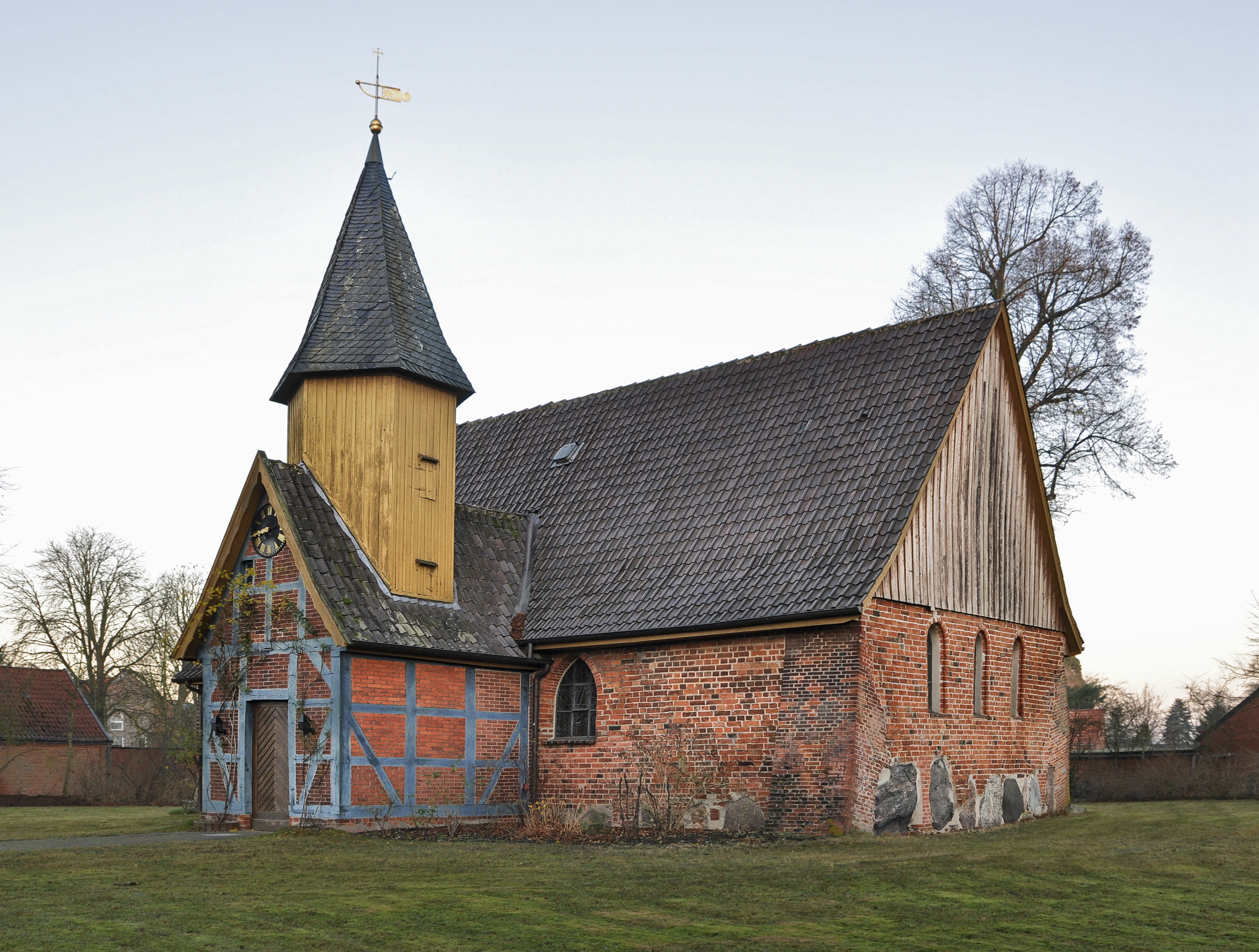
Johanneskapelle in Adendorf

Von den Bränden 1374, 1627 und 1895 verschont blieb als ältestes Gebäude die vor dem Jahre 1258 errichtete und Johannes dem Täufer geweihte Kapelle.

### Denkmale
2012 und 2014 wurden zwei Stolpersteine zum Gedenken an die Opfer des Nationalsozialismus verlegt.

### Parks
In einer ehemaligen Tonkuhle im Nordosten Adendorfs befindet sich die Teichaue, ein kleiner Erholungspark mit künstlich angelegtem Wasserlauf.

### Sport
Die 1975 erbaute Eissporthalle, das Walter-Maack-Eisstadion, ist die einzige im Bezirk und dient dem Adendorfer EC, einem Eishockeyregionallisten, als Heimspielstätte. Direkt neben dem Eisstadion befindet sich das von Mai bis August geöffnete beheizte Freibad.
Breitensport wird auf dem Sportgelände (Sporthalle, Fußballplätze und Tennisplätze) des TSV Adendorf betrieben. Im Handball hat sich eine Spielgemeinschaft aus TSV Adendorf und SV Scharnebeck gebildet. Im Ortsteil Erbstorf gibt es einen weiteren Sportverein, den TuS Erbstorf. Er besitzt ein Fußballfeld und mehrere Tennisplätze.
Das Golf Resort Adendorf verfügt außerdem über einen 18-Loch-Mastercourse, einen öffentlichen Neun-Loch-Kurzplatz und eine Indoor-Golfanlage.

## Wirtschaft und Infrastruktur

### Wirtschaft
Der Großteil der ansässigen Unternehmen sind klein- und mittelständische Dienstleistungs- und Handwerksbetriebe. Das bekannteste Unternehmen Adendorfs ist die Firma Schluckwerder, die hier zwei Produktionsstätten für Süßwaren betreibt. Die Unternehmensgruppe Schluckwerder, zu der seit 1995 auch der Lübecker Marzipanhersteller Erasmi & Carstens gehört, ist seit 2021 eine Tochtergesellschaft des irischen Lebensmittelkonzerns Valeo Foods.

### Verkehr

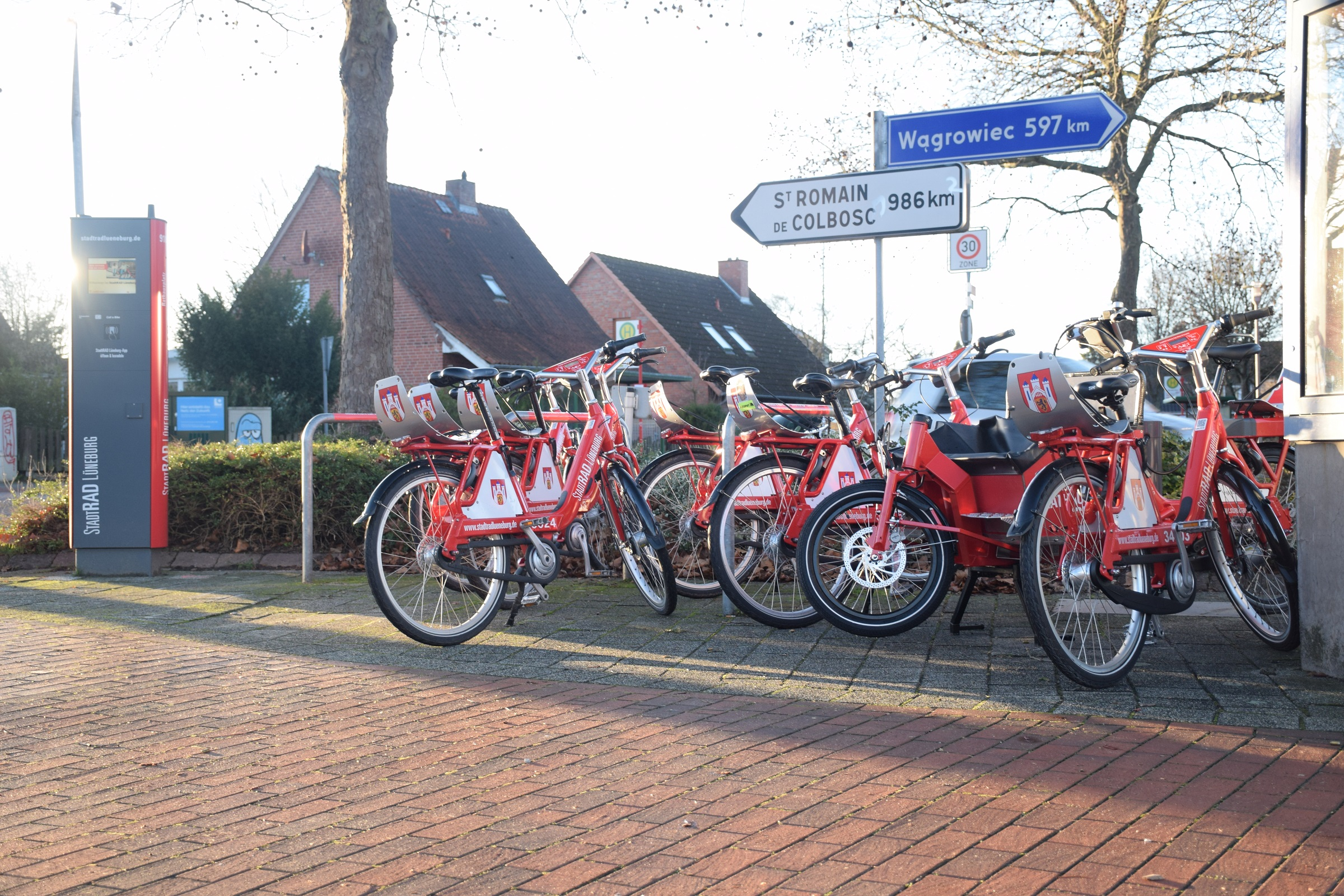
StadtRAD-Station in Adendorf

Die Gemeinde liegt am Ende der Autobahn A 39, die hier als Bundesstraße B 4 weitergeführt wird. Die B 209 führt durch das Gemeindegebiet.
Adendorf liegt an der Bahnstrecke Lübeck–Lüneburg; die Station soll für den Personenverkehr reaktiviert werden.
Der Ortsteil Erbstorf hat einen Haltepunkt (ehemaliger Bahnhof) an der Bahnstrecke Lüneburg–Bleckede.
Es besteht ein dichter Busverkehr nach Lüneburg (bis zu drei Abfahrten pro Stunde), der auch die verschiedenen Teile des Gemeindegebiets erschließt. Es handelt sich um Linien der Kraftverkehr GmbH (KVG). Im Rahmen des HVV können durchgehende Fahrscheine nach Hamburg gelöst werden.
Seit 2022 gibt es am auf dem Rathausplatz eine StadtRAD-Station mit 5 Fahrrädern und einem E-Lastenrad. Das Fahrradleihsystem besteht im Verbund mit StadtRAD Lüneburg.
Der Elbeseitenkanal verläuft durch das östliche Gemeindegebiet.

### Medien
Die Landeszeitung für die Lüneburger Heide ist das aktuelle Tageblatt der Region. Am Wochenende gehört Adendorf zum Verteilerkreis des Wochenblattes Lünepost.

### Öffentliche Einrichtungen
Seit 1956 gibt es in der Gemeinde Adendorf eine öffentliche Bücherei, die ihren Standort seit 1987 unmittelbar neben dem Rathaus hat. 2018 wurde die „Bücherei am Rathausplatz“ im Rahmen des Zertifizierungsprozesses zur „Bibliothek mit Qualität und Siegel“ umbenannt in „Bibliothek Adendorf“. Neben der Medienausleihe finden diverse Veranstaltungen wie Lesungen, Konzerte und Puppentheater statt.

### Bildung
Im Ort befindet sich eine Grundschule, welche auf die Standorte Dorfstraße und Weinbergsweg verteilt ist. Die Grundschule ist seit 2005 eine Ganztagsschule und betreut rund 450 Kinder in 19 Klassen. Die Schule am Katzenberg ist eine Oberschule und betreut etwa 460 Schüler. Seit 2005 ist sie ebenfalls eine Ganztagsschule.

## Persönlichkeiten
- Henner Hoier (* 1945 in Adendorf), Komponist, Sänger und Gitarrist
- Kurt-Werner Wichmann (* 1949 in Adendorf), mutmaßlicher Serienmörder